# Узел Прусика
Узел Пру́сика (англ. Prusik knot, нем. Prusikknoten) — схватывающий узел, получивший своё название в честь автора, — австрийского альпиниста Карла Прусика, описавшего его в начале 1930-х годов. Начиная с 1950-х годов получил широкое распространение во многих видах спорта (альпинизм, спортивный туризм, спелеология и др.) и профессиях (промышленный альпинизм, различные службы спасения), где требуется работа с верёвкой, как один из наиболее простых узлов для использования при спусках/подъёмах, а также организации различных верёвочных систем, например полиспаста.
Узел вяжется верёвкой меньшего диаметра вокруг верёвки большего диаметра и используется для обеспечения фиксации на основной верёвке за счёт трения в случае резкого натяжения. Однако за счёт естественных недостатков — снижения силы трения на мокрых или обледенелых верёвках, а также в связи с большим разнообразием верёвок из синтетических волокон, данный узел специалистами рекомендуется использовать «по назначению» с осторожностью.

## Описание
Узел был впервые описан в одном из авторитетных изданий по альпинистской тематике в 1931 (по другим данным в 1932) году австрийским альпинистом Карлом Прусиком и со временем получил его имя, а на альпинистском сленге стал апеллятивом. Однако, по мнению специалистов, первенство в создании схватывающих узлов принадлежит французам, но их наработки не были вовремя преданы огласке и являлись достоянием узкого круга посвящённых. Согласно Ахметшину А. М., — автору книги «Схватывающие узлы», данный узел является просто усовершенствованным вариантом привязочного (коровьего узла). В монументальной работе по узлам Клиффорда Эшли узел проиллюстрирован за № 1763.

Узел вяжется исключительно верёвкой меньшего диаметра (репшнуром) вокруг верёвки большего диаметра. Согласно исследованиям оптимальный диаметр репшнура относительно диаметра основной верёвки должен быть 2/3 (6-7 мм на верёвках 10-11 мм).

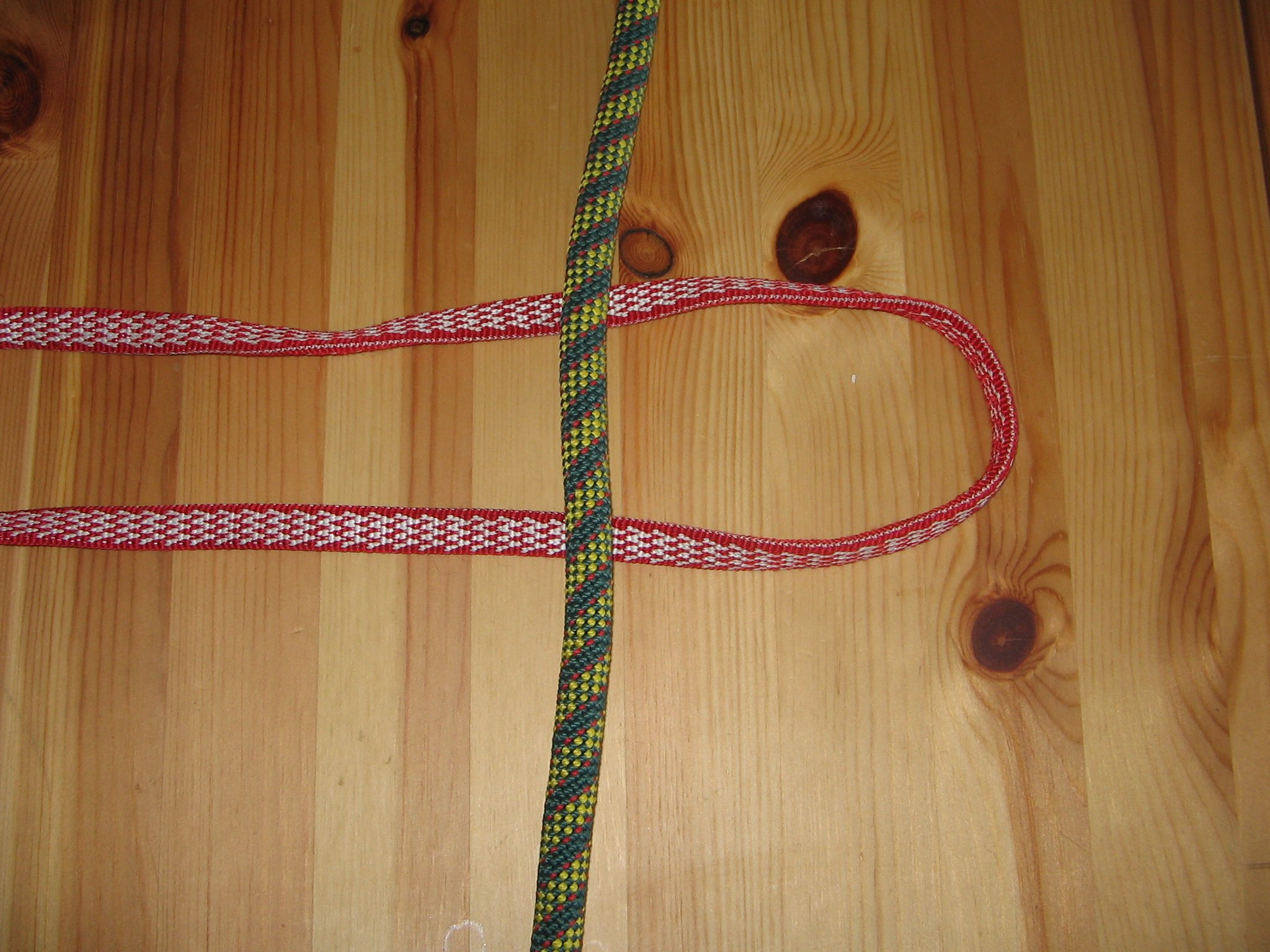
Шаг 1.
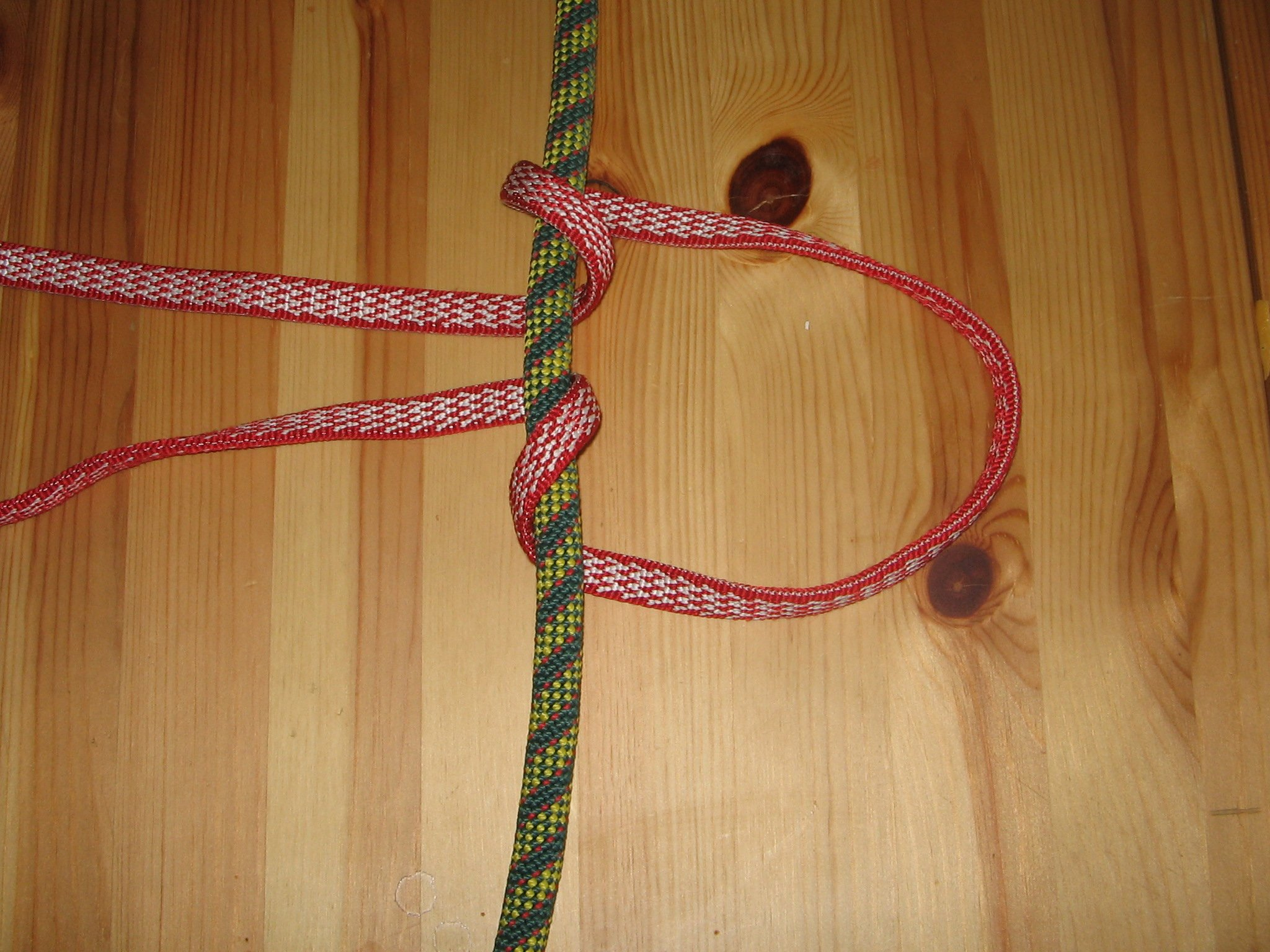
Шаг 2.
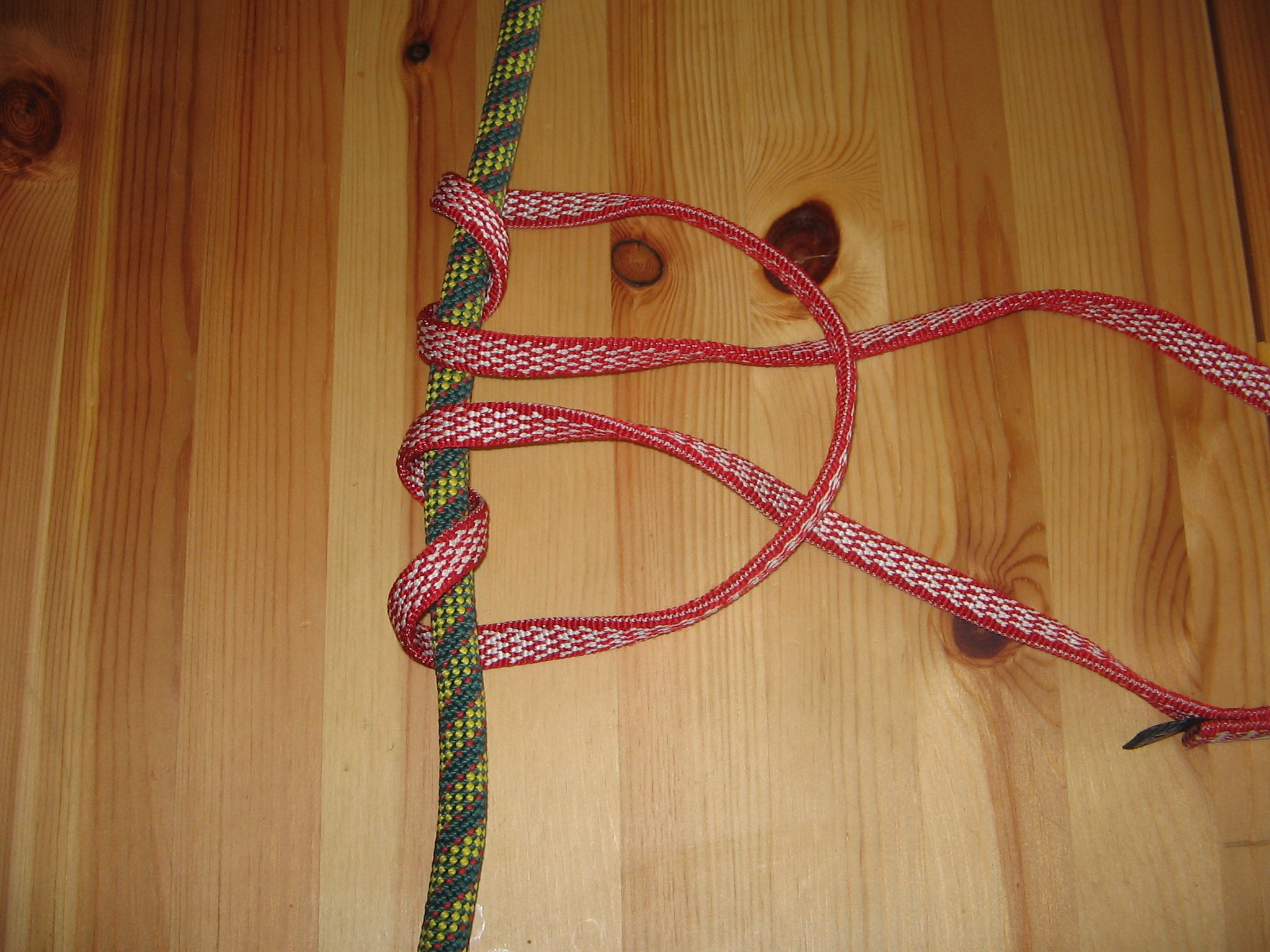
Шаг 3.
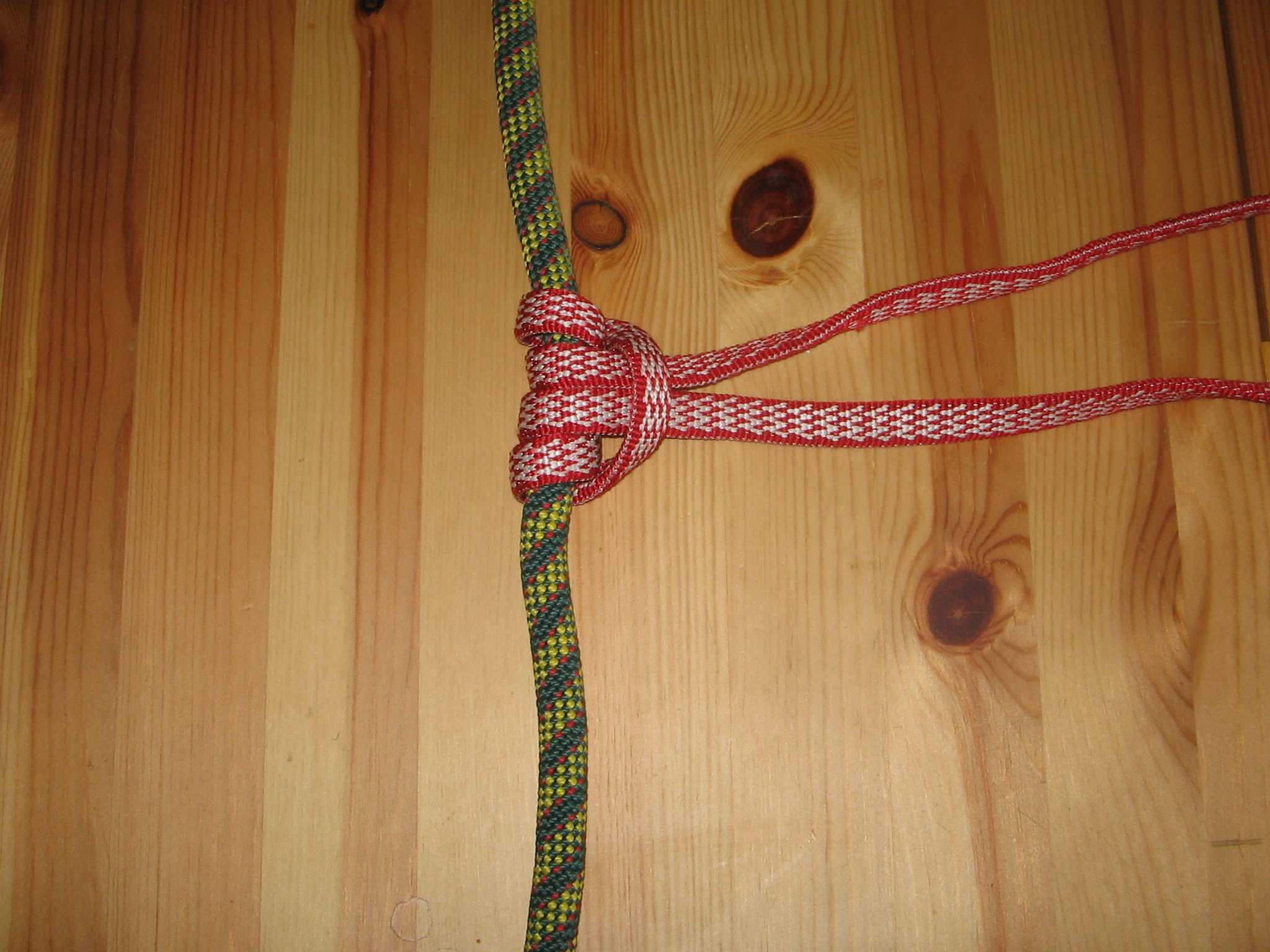
Шаг 4.

Принцип работы узла простой: в случае приложения нагрузки кольца репшнура сжимают основную верёвку, а выходная петля работает на её изгиб. В классическом виде за счёт симметричности узел работает в обе стороны. Существуют вариации узла с добавлением числа витков (прусик в 3 оборота обладает почти двукратным превосходством в проскальзывании перед классическим в 2 оборота), а также асимметричные варианты, но из-за неудобства вязания на практике они практически не применяются. Узел плохо работает на мокрой и обледенелой верёвке. На практике используется в основном в качестве дублирующего элемента страховки при подъёме/спуске по верёвке, а также для организации верёвочных систем. В спелеологии узел начал активно использоваться в начале 1950-х годов в США, но со временем от практики его применения отказались. В качестве альтернативы прусику на грязных, мокрых и обледенелых верёвках возможно использование узла Маршара и его вариаций.

## Проблемы
До начала 1970-х годов единичным случаям не срабатывания систем с использованием прусика не придавали особого значения. Однако появление верёвок, сделанных из новых синтетических материалов и их массовым распространением, и, как следствие, «нарастанием отрицательных явлений в системе „схватывающий узел + верёвка“», привело к всплеску дискуссий о целесообразности использования схватывающих узлов для страховки вообще, и прусика в частности. В ряде стран, в том числе и в СССР, были проведены испытания узла и все они подтвердили его слабые стороны: разрыв петель репшнура при нагрузке уже в 620 кгс, нестабильность срабатывания при срыве в «идеальных» условиях и почти 100 % несрабатывание на мокрой или обледеневшей верёвке. Однако по сравнению с теми же США, результаты отечественных испытаний по словам П. П. Захарова по не до конца понятным причинам не придавались гласности вплоть до начала 1990 годов.
В настоящее время появились новые типы верёвок на основе арамидного волокна (кевларовые, СВМ и другие), которые помимо очень высоких механических и эксплуатационных характеристик (усилий на разрыв, вес, износостойкость) обладают целым рядом других качеств, прежде всего — устойчивостью к термическим воздействиям (не плавятся). Схватывающие узлы, по признанию специалистов, из и на подобного типа верёвках, хорошо «работают» и лишены многих ранее выявленных недостатков, и отлично зарекомендовали себя во время сложных спасательных работ.